# Llandrindod Wells
Llandrindod Wells is een plaats in het Welshe graafschap Powys.
Llandrindod Wells telt 5024 inwoners.

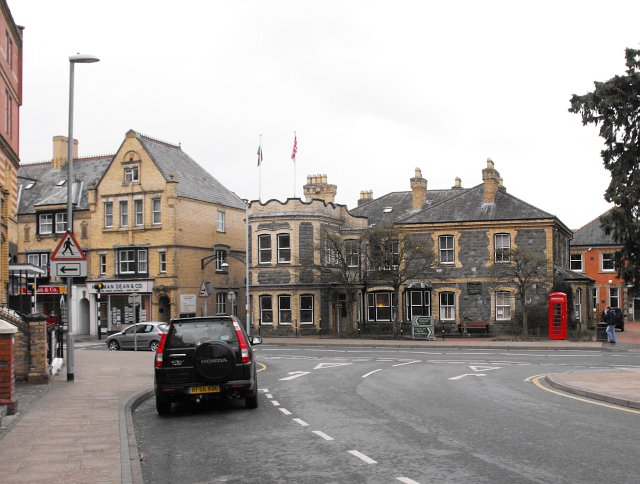
Straatbeeld

## Geboren
- Carl Robinson (1976), Welsh voetballer